# Haplota clavata
Haplota clavata is een mosdiertjessoort uit de familie van de Hippothoidae. De wetenschappelijke naam van de soort is, als Scruparia clavata, voor het eerst geldig gepubliceerd in 1857 door Hincks.